# Delphinium pyramidatum
Delphinium pyramidatum är en ranunkelväxtart som beskrevs av Nicholas Michailovitj Albov. Delphinium pyramidatum ingår i släktet storriddarsporrar, och familjen ranunkelväxter. Inga underarter finns listade i Catalogue of Life.